# Ólafur Ingi Skúlason
Ólafur Ingi Skúlason, född 1 april 1983 i Reykjavik, är en isländsk fotbollsspelare (mittfältare) som spelar för Fylkir.
Skúlason kom från engelska Brentford i League One till Helsingborgs IF i februari 2007. Sommaren 2009 kom Skúlason tillbaka efter att ha varit skadad. Skúlason har varit ungdomsproffs i Arsenal.